# Якобштадтская икона Божией Матери
Якобштадтская икона Божией Матери (латыш. Jakobštadtes Dievmātes brīnumdarītāja ikona) — икона Богородицы, одна из чтимых чудотворных икон Латвийской православной церкви.

## История
Явление иконы относится к периоду Русско-польской войны (1654—1667) и было описано в 1840-х годах священником Николаем Васильевым (†1881) по существовавшим устным преданиям: «Когда шведы и саксонцы совокупными силами преследовали вплавь по реке Двине русское войско и уже возвращались обратно на свой берег, то один саксонец, по имени Яков Гудынский (Jēkabs Gudinskis), католик, заметив плывущую вниз по Двине дощечку, вонзил в оную своё копьё и, таким образом вытащив из воды, нёс её на копье же чрез Двину. Достигши берега, этот саксонец увидел на своей руке, держащей копьё, кровь и полагал сначала, что таковая течёт из раны, полученной им в сражении с неприятелем. Внимательно осмотрев же руку и не найдя раны, он обратил внимание на копьё, причём увидел, что кровь текла по копью из находившейся на ней дощечки, которая оказалась иконой Божией Матери. Это необычайное обстоятельство поразило Гудынского и он, заметив на иконе православную живопись, отдал оную в бывшую тогда в Якобштадте Георгиевскую церковь, а сам принял Православие и остался навсегда в Якобштадте».
Также было зафиксировано и одно из первых чудес, произошедших от иконы:

«Один купец, некто Раткевич, сопровождавший свой товар на барках в Ригу и остановившийся в Якобштадте, пришёл в Георгиевскую церковь к утрени. По окончании Литургии приведён был родственниками бесноватый, страшно изуродованный латыш, для молитвы перед чудотворным образом Божией Матери о выздоровлении. Когда настоятель монастыря, окончив молебен, начал читать заклинательную молитву над бесноватым, то из последнего стал выходить нечистый дух в виде беловатого пара и с быстротой устремился из церкви, так что притворенная дверь с силой растворилась и повалила двух мальчиков, у двери. Всех присутствующих в церкви, и в том числе купца Раткевича, объял сильный страх. Купец, в благоговейном чувстве к чудотворной иконе, тут же выразил настоятелю монастыря желание построить новый, более благолепный храм для святой иконы, что и было им исполнено при содействии настоятеля монастыря, исхлопотавшего у герцога Якова бесплатный отпуск леса. Новый храм был наименован во имя Святого Духа, и в честь Богородицы и Апостолов устроено в нём было по приделу».
С фактом появления в Якобштадте чудотворной иконы, связывают также учреждение в городе мужского Свято-Духова монастыря.
Во время второй мировой войны икона была утрачена. В 2008 году взамен утраченной иконы в Москве был написан новый список. 15 июля 2008 года во время освящения образа в Ризоположенском храме Московского Кремля икона начала мироточить, в связи с чем митрополит Рижский и всея Латвии Александр (Кудряшов) отметил:
Эта икона уже отмечена чудом — чудом мироточения. Пресвятая Богородица явила нам Свою несомненную милость. Мы рассматриваем это чудо как знак величайшей милости Божией к нам, к нашей Церкви, к народу Латвии»
19 июля 2008 года икона была доставлена в Ригу, а 25 июля святой образ был встречен в Екабпилсском Свято-Духове монастыре, где икона вновь заняла своё место.